# Stolzia atrorubra
Stolzia atrorubra är en orkidéart som beskrevs av Rudolf Mansfeld. Stolzia atrorubra ingår i släktet Stolzia och familjen orkidéer. Inga underarter finns listade i Catalogue of Life.